# Landessternwarte
Als Landessternwarte bezeichnet man eine Sternwarte, also ein beobachtendes astronomisches Institut, das direkt einer Landesregierung unterstellt ist. Im Gegensatz dazu sind andere Sternwarten privat, Volkssternwarten, Schulsternwarten oder Teil einer Universität.
In Deutschland gibt es zwei Landessternwarten:
- die Thüringer Landessternwarte Tautenburg und
- die Landessternwarte Heidelberg-Königstuhl,

wobei letztere den Namen nur aus Tradition trägt, da sie seit 2005 Teil der Ruprecht-Karls-Universität Heidelberg ist.
In Österreich gibt es eine Landessternwarte im Burgenland beim Leinnerhaus in Eisenstadt.